# Taste of Heaven
Taste of Heaven é o segundo álbum de estúdio da banda Takara lançado em meio de 1995 pela Long Island Records.

## Lista de faixas
1. "When Darkness Falls"
2. "Days of Dawn"
3. "Your Love"
4. "December"
5. "Last Mistake"
6. "Taste of Heaven"
7. "Sacred Pleasure"
8. "2 Late"
9. "Save Me"
10. "Lonely Shade of Blue"
11. "Again Your Love Is Mine" (Acústica)
12. "Restless Heart" (Acústica)

## Créditos
- Jeff Scott Soto – vocais, guitarra acústica, teclados e percussão
- Carl Demarco – baixo
- Neal Grusky – guitarra
- Robert Duda – bateria
- Bob Daisley – baixo nas faixas 3 e 4